# BOSS Open 2022
BOSS Open 2022 byl tenisový turnaj pořádaný jako součást mužského okruhu ATP Tour, který se odehrával na otevřených travnatých dvorcích oddílu Weissenhof v německém Stuttgartu. Konal se mezi 6. až 12. červnem 2022 jako čtyřicátý čtvrtý ročník turnaje. Generálním sponzorem se poprvé stala německá oděvní firma Hugo Boss, která v této roli nahradila automobilku Mercedes-Benz (1978–2021).
Turnaj s rozpočtem 769 645 eur patřil do kategorie ATP Tour 250. Nejvýše nasazeným hráčem ve dvouhře se stal pátý tenista světa Stefanos Tsitsipas z Řecka. Jako poslední přímý účastník do hlavní singlové soutěže nastoupil 84. hráč žebříčku, Američan Denis Kudla. V důsledku invaze Ruska na Ukrajinu na konci února 2022 řídící organizace tenisu ATP, WTA a ITF s grandslamy rozhodly, že ruští a běloruští tenisté mohli dále na okruzích startovat, ale do odvolání nikoli pod vlajkami Ruska a Běloruska.
Šestý singlový titul na okruhu ATP Tour vybojoval Ital Matteo Berrettini, jenž ve Stuttgratu navázal na triumf z roku 2019. Na okruh se vrátil po tříměsíční pauze způsobené rekonvalescencí po operaci pravého zápěstí. Deblovou soutěž ovládla polsko-chorvatská dvojice Hubert Hurkacz a Mate Pavić, jejíž členové proměnili první společný start ve čtyřhře v titul.

## Rozdělení bodů a finančních odměn

### Rozdělení bodů
| Soutěž  | Soutěž      | vítězové | finalisté | semifinalisté | čtvrtfinalisté | 16 v kole | 28 v kole | Q  | Q2 | Q1 |
| ------- | ----------- | -------- | --------- | ------------- | -------------- | --------- | --------- | -- | -- | -- |
| dvouhra | [ 3 ] [ 8 ] | 250      | 150       | 90            | 45             | 20        | 0         | 12 | 6  | 0  |
| čtyřhra | [ 9 ]       | 250      | 150       | 90            | 45             | 0         | —         | —  | —  | —  |

### Finanční odměny
| Soutěž                                | Soutěž      | vítězové  | finalisté | semifinalisté | čtvrtfinalisté | 16 v kole | 28 v kole | Q2      | Q1      |
| ------------------------------------- | ----------- | --------- | --------- | ------------- | -------------- | --------- | --------- | ------- | ------- |
| dvouhra                               | [ 3 ] [ 8 ] | 105 290 € | 61 420 €  | 36 105 €      | 20 920 €       | 12 150 €  | 7 425 €   | 3 710 € | 2 025 € |
| čtyřhra                               | [ 9 ]       | 36 580 €  | 19 570 €  | 11 480 €      | 6 410 €        | 3 780 €   | —         | —       | —       |
| částka ve čtyřhrách je uvedena na pár |             |           |           |               |                |           |           |         |         |

## Dvouhra mužů

### Nasazení
| Stát                           | Hráč                | ATP | Nasazení |
| ------------------------------ | ------------------- | --- | -------- |
| Řecko                          | Stefanos Tsitsipas  | 4.  | 1.       |
| Itálie                         | Matteo Berrettini   | 10. | 2.       |
| Polsko                         | Hubert Hurkacz      | 13. | 3.       |
| Kanada                         | Denis Shapovalov    | 15. | 4.       |
| Gruzie                         | Nikoloz Basilašvili | 24. | 5.       |
| Itálie                         | Lorenzo Sonego      | 35. | 6.       |
| Kazachstán                     | Alexandr Bublik     | 42. | 7.       |
| Francie                        | Ugo Humbert         | 46. | 8.       |
| Žebříček ATP k 23. květnu 2022 |                     |     |          |

### Jiné formy účasti
Následující hráči obdrželi divokou kartu do hlavní soutěže:
- Feliciano López
- Jan-Lennard Struff
- Stefanos Tsitsipas

Následující hráči postoupili z kvalifikace:
- Radu Albot
- Christopher O'Connell
- Jurij Rodionov
- Dominic Stricker

### Odhlášení
před zahájením turnaje
- Lloyd Harris → nahradil jej  Daniel Altmaier
- Sebastian Korda → nahradil jej  João Sousa
- Reilly Opelka → nahradil jej  Jiří Lehečka
- Holger Rune → nahradil jej  Denis Kudla

## Mužská čtyřhra

### Nasazení
| Stát                                                                                    | Hráč           | Stát        | Hráč          | ATP | Nasazení |
| --------------------------------------------------------------------------------------- | -------------- | ----------- | ------------- | --- | -------- |
| Německo                                                                                 | Tim Pütz       | Nový Zéland | Michael Venus | 30. | 1.       |
| Austrálie                                                                               | John Peers     | Slovensko   | Filip Polášek | 31. | 2.       |
| Polsko                                                                                  | Hubert Hurkacz | Chorvatsko  | Mate Pavić    | 39. | 3.       |
| Francie                                                                                 | Fabrice Martin | Německo     | Andreas Mies  | 77. | 4.       |
| Žebříček ATP k 23. květnu 2022; číslo je součtem žebříčkového postavení obou členů páru |                |             |               |     |          |

### Jiné formy účasti
Následující páry obdržely divokou kartu do hlavní soutěže:
- Dustin Brown /  Evan King
- Petros Tsitsipas /  Stefanos Tsitsipas

### Odhlášení
před zahájením turnaje
- Alexandr Bublik /  Holger Rune → nahradili je  Alexandr Bublik /  Nick Kyrgios
- Santiago González /  Andrés Molteni → nahradili je  Jonatan Erlich /   Aslan Karacev
- Kevin Krawietz /  Andreas Mies → nahradili je  Fabrice Martin /  Andreas Mies
- Nikola Mektić /  Mate Pavić → nahradili je  Hubert Hurkacz /  Mate Pavić

## Přehled finále

### Mužská dvouhra
- Matteo Berrettini vs.  Andy Murray 6–4, 5–7, 6–3

### Mužská čtyřhra
- Hubert Hurkacz /  Mate Pavić vs.  Tim Pütz /  Michael Venus, 7–6(7–3), 7–6(7–5)